# Eva Twardokens
Eva Twardokens (Reno, 28 de abril de 1965) es una deportista estadounidense que compitió en esquí alpino. Es hija del esgrimidor polaco Jerzy Twardokens.
Ganó una medalla de bronce en el Campeonato Mundial de Esquí Alpino de 1985, en la prueba de eslalon gigante. 
Participó en dos Juegos Olímpicos de Invierno, ocupando el séptimo lugar en Albertville 1992 y el sexto en Lillehammer 1994, en la prueba de eslalon gigante.
En 2011 fue admitida en el Salón de la Fama de U.S. Ski & Snowboard. Trabajó como entrenadora en el Centro de Esquí de Kirkwood y como comentadora deportiva de televisión.

## Palmarés internacional
| Campeonato Mundial | Campeonato Mundial | Campeonato Mundial | Campeonato Mundial |
| Año                | Lugar              | Medalla            | Prueba             |
| ------------------ | ------------------ | ------------------ | ------------------ |
| 1985               | Bormio (Italia)    | Medalla de bronce  | Eslalon gigante    |